# Cleonardo longipes
Cleonardo longipes är en kräftdjursart som beskrevs av Stebbing 1888. Cleonardo longipes ingår i släktet Cleonardo och familjen Eusiridae. Inga underarter finns listade i Catalogue of Life.